# نادي الرفاعي
نادي الرفاعي الرياضي هو فريق كرة قدم عراقي مقره في الرفاعي، ذي قار، يلعب في الدوري العراقي الدرجة الثانية.

## روابط خارجية
- نادي الرفاعي على Goalzz.com
- أندية العراق - تواريخ التأسيس